# Myriopteris tomentosa
Myriopteris tomentosa är en kantbräkenväxtart som först beskrevs av Link, och fick sitt nu gällande namn av Fée. Myriopteris tomentosa ingår i släktet Myriopteris och familjen Pteridaceae. Inga underarter finns listade.